# Тиграј (провинција)
Тиграј је историјска провинција Етиопије. Између 1942 - 1995, то је била једна од 14 провинција ондашње Етиопије, која је била већа од данашње Регије Тиграј јер је укључивала и делове Семиена, Тембиена, Агаме и Ендерте, који данас припадају другим регијама (Регија Амхара).

## Историја
Тиграј је био седиште Краљевине Аксум, у 1. миленијуму, најбројнији народ били су прото Тиграње и прото Амхарци, њихов језик, једна варијанта гиз језика остао је до данас језик Етиопске оријентално-православне цркве и етиопског двора.
У Књизи о Аксуму, писаној и састављеној вероватно пре 18. века приказан је Тиграј са градом Аксум у средини, окружен са осталих 12 традиционално главних провинција: Тембиен, Шире, Сераје, Хамасиен, Бур, Сама , Агаме, Амба Сенајт, Гаралта, Ендерта, Сахарт и Абергеле.
У средњем веку се усталила титула Меконен Тиграја (гувернер Тиграја) за за лица која су управљала том покрајином, која је била већа од данашње Регија Тиграј, јер је у њеном саставу био и крај Акеле Газај (данас део Еритреје) и територија под влашћу Бар негуша (краља мора) који је као вазални владар Тиграја владао над приобаљем Црвеног мора (данашња Еритреја). Граница између Тиграја и земље Бар негуша била је по свему судећи река Мареб (она је и данас граница између Етиопије и Еритреје).
Након побуне вазалног владара Бар негуша Јешака у 16. веку, Меконени Тиграја нису више имали контолу над Бар негушима, али су своју власт полако селили све више према Еритреји, нарочито у 19. веку. Али су за време мрачног раздобља Земене Месафинт (ера принчева), обе титуле постале празно слово на папиру, а стварни господари овог територија постали су расеви и дејазмачи који су те титуле добијали од етиопских царева.
Средином 19. века, расови Тембијана и Ендерте успели су да у тим деловима Тиграја оснују своје мале династије. Један од чланова те династије дејазмач Касај Мерча, попео се етиопски царски пријесто 1872. као Јоханес IV. Али је након његове погибије у бици код Галабата, етиопски царски трон дошао под контролу моћника из Шое, а центар моћи етиопске државе померен је јужније од Тиграја.